# Soiuz (nau espacial)

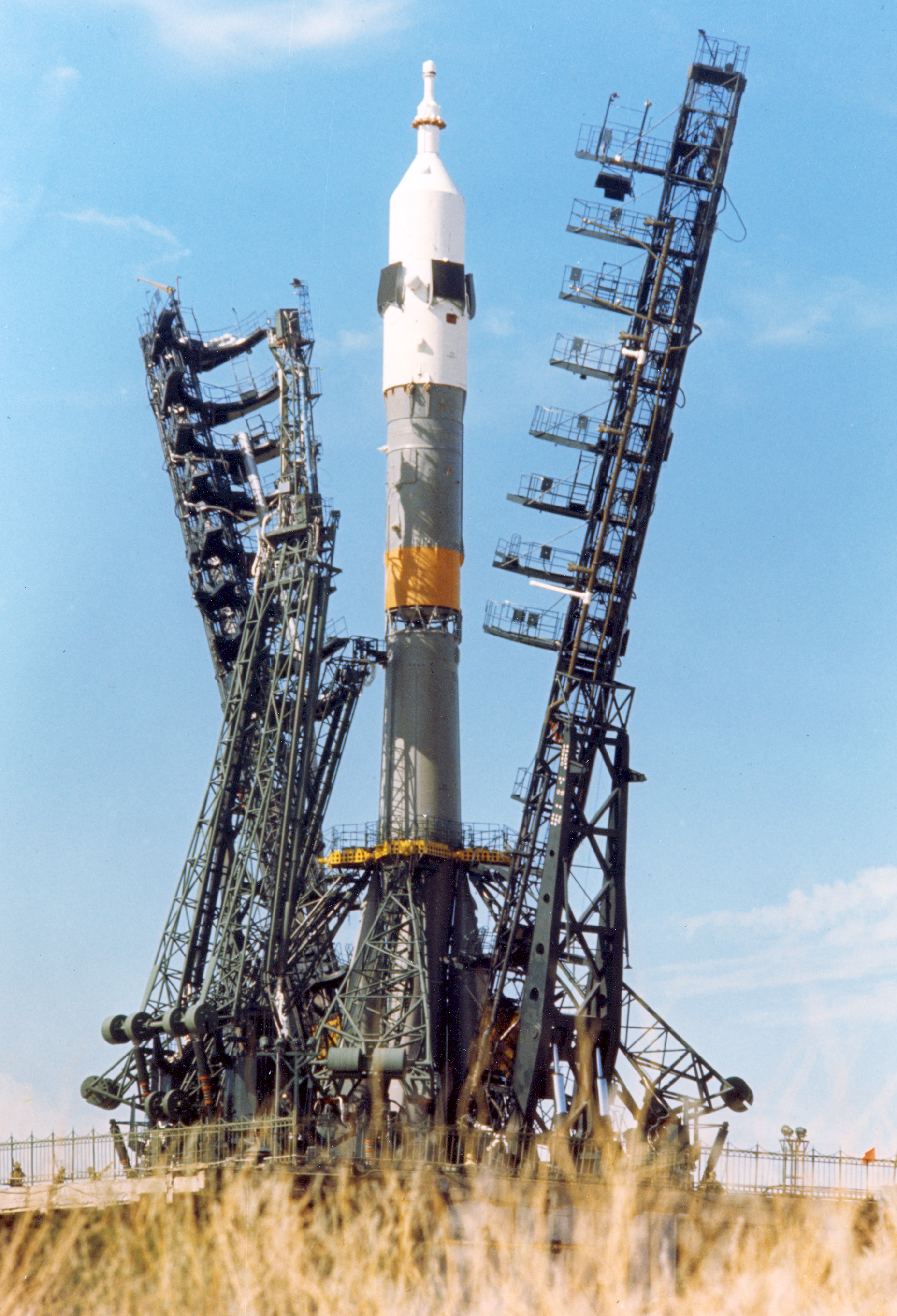
Coet Soiuz transportant la nau Soiuz 19 el 1975.

Soiuz (en rus: Сою́з, 'unió', pronunciació AFI [sɐˈjʉs]) és una nau espacial (primer soviètica i ara russa) i també el coet portador que la col·loca en òrbita.

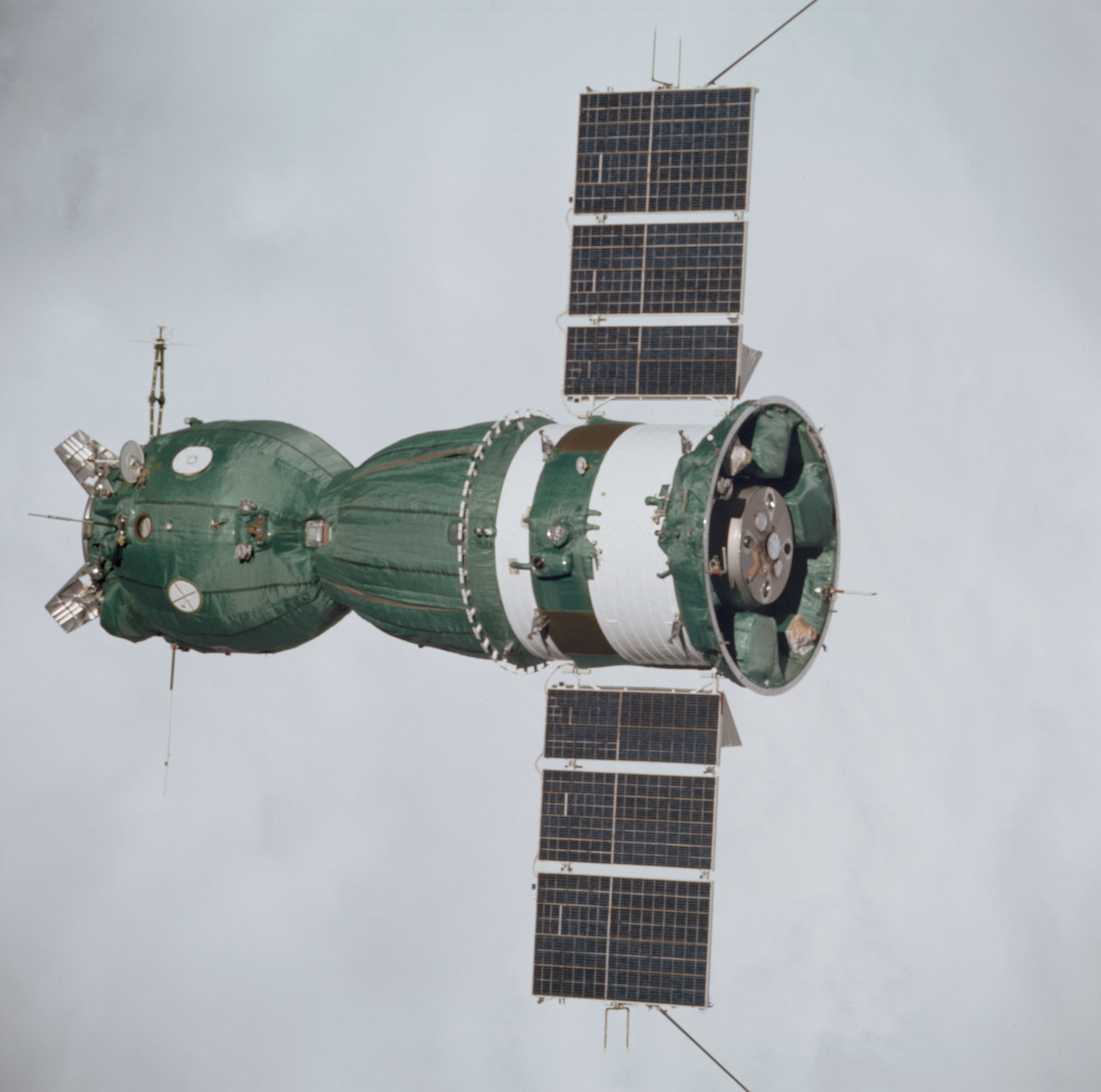
La Soiuz 19 en òrbita vista des de l'Apollo ASTP.

La nau espacial Soiuz és un model de nau espacial tripulable que forma part del programa espacial Soiuz de l'antiga Unió Soviètica. La nau Soiuz pot transportar una tripulació de fins a tres membres i és llançada pel vehicle de llançament Soiuz. Aquest vehicle de llançament ha estat utilitzat per a enviar a l'espai diverses missions externes al programa Soiuz, incloent missions científiques de l'Agència Espacial Europea (ESA) com recentment la sonda Mars Express. És l'única nau espacial del món que ha estat capaç de mantenir la capacitat ininterrompuda de transportar persones a l'espai des de la seva entrada en servei fins a l'actualitat.

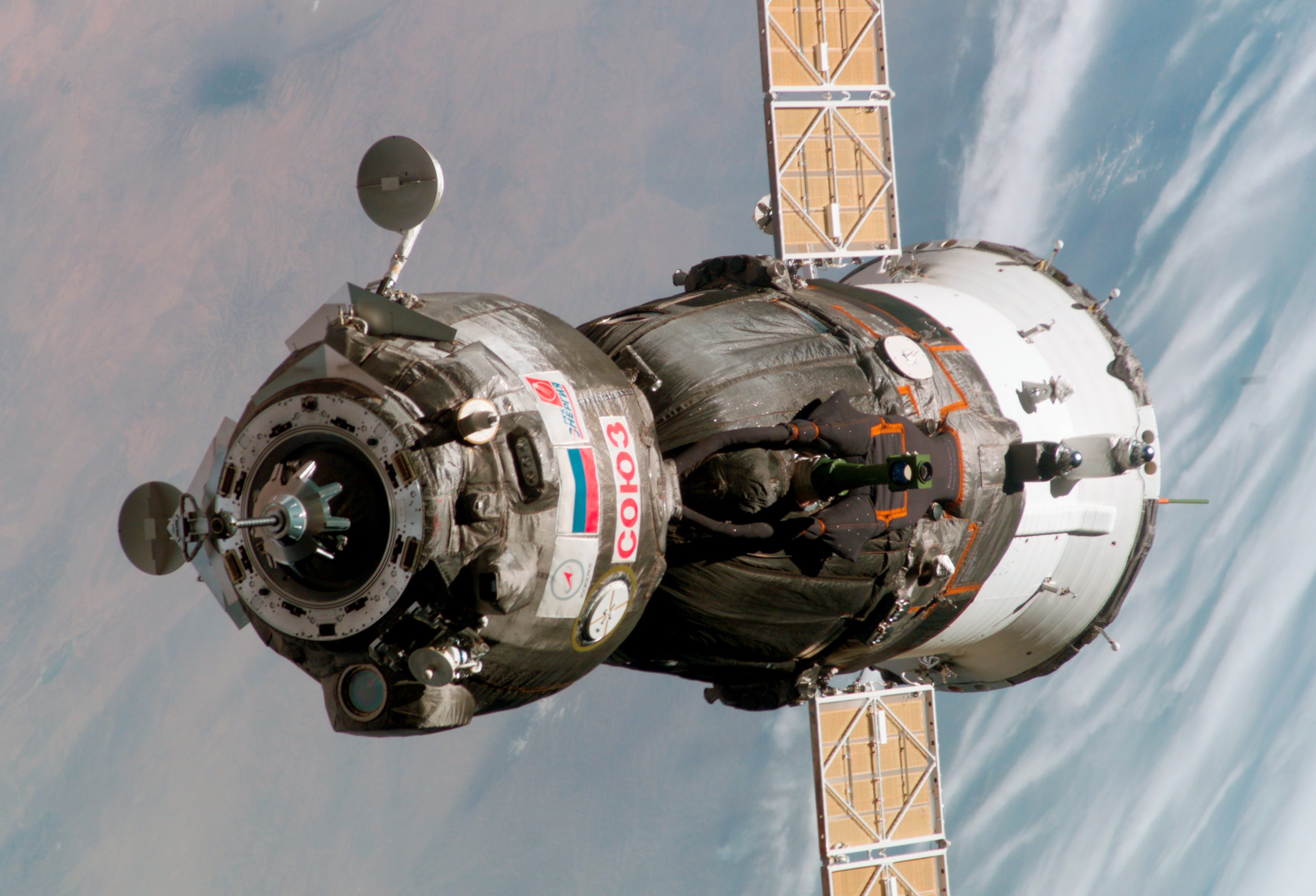
La Soiuz TMA-6 acostant-se a l'Estació Espacial Internacional el 2005.

El programa Soiuz va ser creat per Serguei Koroliov, el dissenyador principal del programa espacial soviètic durant la cursa espacial. En el seu primer vol tripulat, Soiuz 1 (abril de 1967), la nau va estavellar-se contra el terra després de la reentrada, fet que provocà la mort del seu únic tripulant, Vladímir Komarov. No obstant això, la Soiuz ha resultat ser la nau espacial més reeixida de la història amb un rècord de 144 llançaments (a Gener 2020) i només tres fracassos amb quatre morts en total, els darrers el 1973. Ha servit per a transportar tripulacions a les estacions espacials Saliut, Mir i l'Estació Espacial Internacional. La Soiuz va ser dissenyada també per a missions tripulades a la Lluna en el marc dels programes Zond i N1/L3.
Des de 1980 s'utilitza el model perfeccionat anomenat Soiuz T i des de 1986 el model Soiuz TM, dissenyat inicialment durant la construcció i utilització de l'estació espacial Mir. El 2002 va ser introduïda la variant Soiuz TMA, utilitzada per Rússia per a transportar astronautes fins a l'ISS, servint, a més a més, com a vehicle d'emergència per a l'estació. La versió actual és la Soiuz MS (des del 2016).
La Soiuz ha sigut utilitzada com a base per a dissenyar la família de naus automàtiques Progress. En l'actualitat, la construcció de la nau la duu a terme l'empresa Enérguia.

## Disseny
El disseny bàsic de la Soiuz s'ha mantingut igual des dels anys 60. El vehicle consta de tres parts:
- Mòdul orbital (en rus Bitovoi otsek, BO): té una forma gairebé esfèrica i està situat a la part davantera del vehicle. Conté la major part de l'equip necessari per a la supervivència de la tripulació fins a la seva tornada a la Terra o l'acoblament a una estació espacial. En la majoria de les missions va equipat amb sistemes d'acoblament. El mòdul orbital és abandonat a l'espai just abans de la reentrada i es destrueix a l'atmosfera.

- Càpsula de la tripulació (en rus, Spuskàiemi apparat, SA): és l'única part del vehicle que retorna a la Terra, raó per la qual va equipada amb un escut tèrmic i dos paracaigudes, un de primari i l'altre d'emergència. Té forma de campana i en el seu interior hi poden anar fins a tres tripulants equipats amb vestits de pressió Sókol (des de la missió Soiuz 11, el març de 1971). Durant l'aterratge, l'escut tèrmic es desprèn per poder utilitzar una sèrie de retrocoets de combustible sòlid situats a la base de la càpsula que frenen l'impacte amb el terra.

- Mòdul de Servei (en rus, Priborno-agregatni otsek, PAO): amb forma cilíndrica, és la secció on es troben els motors orbitals, els tancs de combustible (àcid nítric i hidrazina) i altres equipaments. Després de frenar la nau per tornar a la Terra, se separa de la càpsula i és destruït a l'atmosfera.

## Característiques Tècniques (Soiuz TMA)
- Massa: 7 200 kg
- Longitud: 6,98 m
- Diàmetre: 2,2 - 2,72 m
- Envergadura (amb panells solars): 10,7 m
- Tripulació: 3 persones
- Capacitat de permanència a l'espai: sis mesos (acoblada a una estació espacial) o 14 dies de vol autònom.

## Història
La nau Soiuz va néixer fruit de les investigacions de l'oficina de disseny liderada per Serguei Koroliov, la OKB-1, a principis dels anys 60. En un principi, el projecte s'anomenava Séver («nord»). La Soiuz havia de substituir la nau Vostok com a nau principal del programa espacial soviètic tripulat. Es va dissenyar perquè fos possible usar-la en un gran nombre de missions diferents, ja que encara no es tenia clara la direcció que havia de prendre l'esforç espacial soviètic.

### Primera generació

Soyuz 7K-OK

Soyuz 7K-OKS

Els vehicles de la primera generació transportaven una tripulació de fins a tres persones sense vestit espacial i es distingien dels següents per les seves plaques solars doblegades i l'ús del sistema de navegació automàtic d'acoblament Igla, que requeria d'antenes de radar especials. Aquesta primera generació va incloure la Soiuz 7K-OK original i la Soiuz 7K-OKS per acoblar-se a l'estació espacial Salyut 1. La sonda i el sistema d'acoblament van permetre el trànsit dels cosmonautes de la Soiuz a l'estació.
- 'Soiuz 7k-OK': versió inicial per l'òrbita baixa terrestre destinada a missions autònomes. Tenia panells solars i un sistema d'acoblament sense túnel d'accés, pel que la transferència de personal d'una nau a l'altra es realitzava amb un passeig espacial. Totes les missions Soiuz tripulades des de 1967 (Soiuz 1) fins al 1970 (Soiuz 9) pertanyen a aquesta variant. El coronel Vladímir Komarov va morir quan la Soiuz 1 es va estavellar en la reentrada en fallar el paracaigudes,[1]

- 'Soiuz 7k-OKS': Versió per acoblaments amb l'estació espacial Saliut 1. Es va afegir un sistema d'acoblament especial dotat de túnel d'accés al mòdul orbital (similar en conceptes, al sistema d'acoblament de la nau Apollo). Després de la mort dels tres tripulants de la Soiuz 11 el 1971, degut a la despressurització de la càpsula durant la reentrada, es va cancel·lar aquesta variant. La despressurització en el retorn a la terra de la Soiuz 11 en entrar en l'atmosfera terrestre va matar Vladislav Vólkov, Georgui Dobrovolski i Víktor Patsàiev.[2]

### Segona generació
La segona generació, anomenada Soiuz Ferry o Soiuz 7K-T, va incloure des de la Soiuz 12 fins a la Soiuz 40, entre 1973 i 1981. No tenia panells solars, i en el seu lloc es van col·locar dues antenes llargues i primes. Va ser desenvolupat a partir dels conceptes militars de les Soiuz estudiades en anys anteriors i era capaç de transportar 2 cosmonautes amb el vestit espacial Sokol, introduits després de l'accident de Soiuz 11.
- 'Soiuz 7k-T': versió introduïda després de la tragèdia de la Soiuz 11. Degut a les necessitats del vestit espacial Sókol, es va reduir el nombre de tripulants a dos. Es van eliminar els panells solars. Entre 1973 i 1981 es van realitzar 31 missions tripulades, la major part d'elles a les estacions espacials Saliut i Almaz.

### Tercera generació
- 'Soiuz T (7k-ST)': versió modernitzada de la Soiuz introduïda el 1981. Es van redissenyar quasi tots els components del vehicle, introduint nous vestits de pressió més lleugers que van permetre augmentar un altre cop la capacitat a tres tripulants. Es van tornar a introduir panells solars. Amb aquest model es van realitzar 14 missions tripulades entre 1980 i 1986 a la Saliut 6, Saliut 7 i la Mir.

### Quarta generació
- 'Soiuz TM (7k-STM)'. versió millorada de la Soiuz T. Incorporava un nou sistema d'acoblament automàtic denominat Kurs. Entre 1986 i 2002 va realitzar 33 missions tripulades a la Mir i l'Estació Espacial Internacional.

- 'Soiuz TMA (7k-STMA)': versió totalment modificada de la Soiuz TM amb millores en els equips digitals i els seients, rebaixant les limitacions degut a l'alçada dels passatgers i ampliant el nombre de candidats que poden viatjar en el vehicle. Es va introduir el 2003 per a traslladar tripulacions a l'Estació Espacial Internacional i com a vehicle d'emergència de l'estació, i va estar en servei fins al 2012.

- 'Soyuz TMA-M': va ser una actualització de la línia base Soyuz-TMA, utilitzant un nou ordinador, pantalles interiors digitals, equips d'acoblament actualitzats i la massa total del vehicle es va reduir en 70 quilos. La nova versió va debutar el 7 d'octubre de 2010 amb el llançament de la Soiuz TMA-01M, amb la tripulació de l'Expedició 25 de l'ISS. La missió Soyuz TMA-08M va establir un nou rècord per a l'acoblament de tripulació més ràpid amb una estació espacial. La missió va utilitzar una nova cita de sis hores, més ràpida que els llançaments anteriors de Soiuz, que des de 1986 havien trigat dos dies.

- 'Soiuz MS': és l'actualització final planificada per la nau espacial Soiuz. El primer vol de prova fou en 2016.[4][5] Els canvis més importants s'inclouen:[6][7] panells solars més eficients, posicions de motor d'acoblament i control d'actitud per redundància durant les ignicions d'acoblament i desorbitament, nou sistema d'acoblament i aproximació Kurs NA pesa la meitat i consumeix una tercera part de l'energia utilitzada pel sistema anterior, nou ordinador TsVM-101, al voltant d'una desena part del pes (8,3 kg vs. 70 kg) i molt més petit que l'ordinador Argon-16 anterior,[8] sistema de telemetria/instruccions digital unificat (MBITS) per retransmetre telemetria via satèl·lit, i controlar la nau espacial quan està fora de visió per les estacions terrestres; també proporciona la tripulació dades de posició quan estan fora del rang de rastreig terrestre,[8] sistemes de satèl·lit GLONASS/GPS i Cospas-Sarsat per a una localització més precisa durant operacions de recerca i rescat després de l'aterratge

### Programes cancel·lats
- 'Soiuz 7k-L1 (Zond)': versió modificada de la nau Soiuz per a portar dos astronautes en vols al voltant de la Lluna. Aquestes missions es van realitzar sense tripulació sota el programa Zond, creat inicialment per Vladímir Txelomei. La L1 no tenia mòdul orbital per a reduir la seva massa i poder ser llençada en una trajectòria de retorn lliure al voltant de la Lluna mitjançant un coet Proton. Després de trepitjar la Lluna els americans el 1969 amb el programa Apollo, el programa Zond va ser cancel·lat el 1970, malgrat haver realitzat nombroses missions no tripulades, incloent quatre vols al voltant de la Lluna, que demostraven que era possible llençar una nau Soiuz en una missió lunar.

- 'Soiuz LOK (7k-LOK)': versió per realitzar missions en òrbita lunar dins del programa N1/L3, equivalent a l'Apollo americà. La Soiuz LOK havia de ser capaç de viatjar a la Lluna amb el mòdul lunar L-3 i dos astronautes. Després d'inserir-se a l'òrbita lunar, un dels tripulants descendeix a la superfície lunar amb l'L3, mentre que l'altre es quedaria en òrbita al voltant de la Soiuz LOK. Incorporava un mòdul de servei més gran i amb més subsistemes, a més a més d'un mòdul de maniobra addicional (DOK) acoblat al mòdul orbital. En lloc de panells solars incorporava cèl·lules de combustible. El programa va ser cancel·lat a causa del coet gegant N-1, que va fracassar en els seus quatre llançaments entre 1969 i 1971. Després de l'èxit de les missions nord-americanes Apollo, l'URSS va decidir negar l'existència del programa N1/L3.

## Perfil d'una missió
Totes les naus Soiuz han sigut llençades des del Cosmòdrom de Baikonur, actualment al Kazakhstan. La nau és enviada des de Moscou, on és fabricada per l'empresa RKK Enérguia.
Un cop al Cosmòdrom, s'omplen els tancs de combustible principals amb àcid nítric i Hidrazina. Posteriorment, la nau passa a l'edifici d'ensamblatge horitzontal, on es finalitza la construcció de la nau i s'insereix dins de la còfia del coet, estructura que protegeix a la nau durant els primers minuts després de l'enlairament. Posteriorment, la nau a l'interior de la còfia és portada per ferrocarril a l'altre edifici on és acoblada a la resta del coet Soiuz i s'instal·la la torre d'escapament. A continuació, el coet és transportat en posició horitzontal i mitjançant un ferrocarril fins a una de les dues rampes d'enlairament disponibles, encara que per a viatges tripulats la majoria utilitza la mateixa rampa des d'on va sortir l'històric vol de la Vostok 1 amb Iuri Gagarin.
La tripulació arriba a la rampa d'enlairament en autobús portant els vestits de pressió Sókol i puja en un ascensor fins al nivell superior. Unes dues hores abans de l'enlairament, accedeixen a l'interior de la nau per una escotilla situada a la còfia del coet, que coincideix amb una altra situada en el mòdul orbital. Un cop a dins de la Soiuz, s'introdueixen a la càpsula travessant una altra escotilla situada entre ambdós mòduls. Primer entra l'enginyer de vol, que seu al seient esquerre, després el cosmonauta Investigador (si n'hi ha), assegut en el seient central i, per acabar, el comandant, que ocupa el seient de la dreta.

## Seqüència de llançament
- 30 minuts abans de l'enlairament, les estructures de servei al voltant del coet són retirades.
- 20 segons abans de l'enlairament s'executa l'ordre de llançament, posant en funcionament els motors de la primera etapa. Quan l'empenta dels motors iguala el pes del coet, les estructures que el subjecten a l'alçada de la tercera etapa es retiren i el coet abandona la rampa. Durant els primers minuts, la tripulació experimenta uns 3G d'acceleració.
- 115 segons després de l'enlairament, a una alçada de 46 km, la torre d'escapament se separa. Poc després, a 49 km, els quatre coets auxiliars de la primera etapa se separen.
- 165 segons després del llançament, a uns 85 km, ja superades les capes més denses de l'atmosfera, la còfia protectora es desprèn deixant la nau al descobert.
- 288 segons després de l'enlairament, la segona etapa, el mòdul central, se separa i s'encén la tercera etapa.
- 520 segons després del llançament, la tercera etapa s'apaga després d'haver assolit una velocitat orbital de 8 km/s. A continuació, la nau Soiuz se separa i comença la seva missió espacial, encenent els motors del mòdul de servei per ajustar i elevar la seva òrbita.

## Retorn a la Terra
Un cop duta a terme la missió, normalment acoblant-se a una estació espacial, la Soiuz retorna a la Terra després de frenar la velocitat amb els motors principals.